# Такаши Секизука
Такаши Секизука (јап. 関塚 隆; 26. октобар 1960) бивши је јапански фудбалер н тренер.

## Каријера
Током каријере играо је за Хонда.
На Олимпијским играма 2012. био је тренер јапанске фудбалске репрезентације.